# جورج بي داير
جورج بي داير (بالإنجليزية: George P. Dyer)‏ هو مدير فني أمريكي، ولد في 7 فبراير 1876 في مونتفيدو في الأوروغواي، وتوفي في 22 يونيو 1948 في مقاطعة سانتا باربارا في الولايات المتحدة.